# Weg van jou (lied)
Weg van jou is een nummer van het Nederlandse zangduo Suzan & Freek uit 2020.
Op hun socialemedia-accounts kondigden Suzan & Freek het nummer aan als hun "nieuwe muziekbaby". Het nummer werd geschreven tijdens de coronapandemie. "We zijn momenteel dag en nacht thuis en hebben dan ook alle tijd om nieuwe nummers te schrijven", aldus Suzan & Freek. Hoewel de twee het nummer niet wilden kenmerken als een 'coronaliedje', waren de twee wel van mening dat het nummer goed past bij de coronacrisis. "‘Weg van jou’ vinden we een mooie dubbelzinnigheid hebben: "ik ben weg van jou, ze halen mij nooit weg van jou”. Misschien is het in de huidige situatie, waarin je zo veel met elkaar thuis bent, extra herkenbaar dat je beseft dat je het heel fijn hebt samen, ondanks dat je allebei je karaktertrekjes en onzekerheden hebt".
Het nummer werd een hit in Nederland en Vlaanderen. In de Nederlandse Top 40 bereikte het de 12e positie, en in de Vlaamse Ultratop 50 de 21e.

## NPO Radio 2 Top 2000
| Nummer met noteringen in de NPO Radio 2 Top 2000 | '21  | '22  | '23  |
| ------------------------------------------------ | ---- | ---- | ---- |
| Weg van jou                                      | 1181 | 1518 | 1591 |

1. ↑  Een vetgedrukt getal geeft de hoogste notering aan.
2. ↑  2021 was het eerste jaar met een notering voor dit nummer.
3. ↑  Deze tabel is bijgewerkt tot en met de laatste editie (2024).